# Цифрова шкільна парта
Цифрова шкільна парта (нім. Digitale Schulbank)

## Вступ
Використання цифрової робочої поверхні - цифрового шкільного бюро (парти) - призводить до зміни перспективи з аналогових носіїв на цифрові носії. Основний робочий стіл - це комп'ютерний інтерфейс, традиційні друковані засоби масової інформації та рукописні нотатки, що доповнюють використання засобів масової інформації. Для класів це призводить до інтеграції засобів масової інформації без негативних порушень у роботі з медіа. Таким чином, зміст шкільних уроків не потребує багато часу, перетворюючись з цифрового на аналоговий. Всі класичні медіа (текст, зображення, звук, фільм) представлені і редагуються в основному за допомогою техніки (цифрової). Розробляються переваги мережевих структур для отримання інформації, обміну інформацією та співпраці для викладання, де, зокрема, робота в школі пов'язана також з домашньою роботою (наприклад, з віртуальними аудиторіями в Інтернеті, USB-носіями).
Особливо важливим є тісний зв'язок розвитку медіа-дидактичної концепції в школі з інфраструктурними рішеннями (комплексне системне рішення), що дозволяє гармонізувати технічні та дидактичні педагогічні проблеми.

## Практична реалізація
Для забезпечення систематичної та концентрованої роботи з інформаційно-комунікаційними технологіями в класі, прикладне програмне забезпечення та пов'язана з ним технічна інфраструктура вибираються за дидактичними аспектами. Основна увага зосереджена не на навчальних програмах, які  являють собою так звані стандартні програми (офісні пакети). В даний час  використовують так звані інтерактивні дошки, оскільки вони розроблені дуже близько до ситуацій у класі.
Термін "Цифрова шкільна парта" введене у 2001 р. Ульріхом Гутенбергом. Концепція цифрового шкільного бюро була розроблена за допомогою дидактичної роботи з медіа в районному центрі Геттінген, в регіональній підготовці вчителів, в Геттінгенському університеті  і в Державному інституті розвитку якості школи Нижньої Саксонії.

## Інтернет-ресурси
- Beispiele zur Umsetzung und vertiefte Informationen
- Kreismedienzentrum Göttingen
- Medienkonzept Grotefend Gymnasium Münden
- Digitale Schulbank im ZUM-Wiki
- e-learning praktisch
- Portal Medienbildung (Niedersachsen)[недоступне посилання з липня 2019]